# Tajna društva
Tajna društva su skupine ili udruge s određenom zavjereničkom pozadinom. Tajna društva okupljaju osobe zajedničkih interesa koji mogu biti motivirani prosvjetiteljskim, političkim, ekonomskim, duhovnim, vjerskim, mističnim, okultnim ili ezoteričnim ciljevima.
Takva društva često vrše obred inicijacije čiji je cilj upoznavanje novih članova s pravilima skupine. Nove članove kontaktira vođa društva, ili potencijalni članovi sami otkriju društvo i mjesto gdje se okupljaju i onda se pridruže.
Osnovni kriterij tajnih društava je i u današjici (ponekad i samo navodno) postojanje tajnog znanja koje se prenosi unutar tajnog društva. Nadalje je cesti i nedostatak o znanja o tajnom društvu u javnosti uvjet da bi ga se smatralo tajnim društvom, stvaranje osobnih veza između članova organizacije kao i tajni obreda članova skupine.
Tajna društva postoje u svim razdobljima povijesti i u današnje vrijeme. 
Predstavljali su ili predstavljaju često sadržaje i ciljeve koji su suprotni s društvenim normama doba u određenoj zemlji.
Između ostalog su bila i revolucionarna, a u moderno doba i demokratske, socijalističke, komunističke i anarhističke skupine. 
Razotkrivanje njihovog postojanja pratilo bih neuspjeh njihovih tajnih ciljeva i učinilo ih ranjivim.
Primjeri za tajna društava su: 
- Iluminati
- Pitagorejci
- Masoni
- Sionski priorij
- Skull and Bones
- Templari